# Graty (Samme)
El Graty, també anomenat Rau du Gratis, Rau du Graty o ri du Graty és un petit riu de segona categoria de Bèlgica. Neix a Feluy, un antic municipi, alhora fusionat amb Seneffe a la província d'Hainaut, i hi desemboca després d'uns tres quilòmetres al Samme.

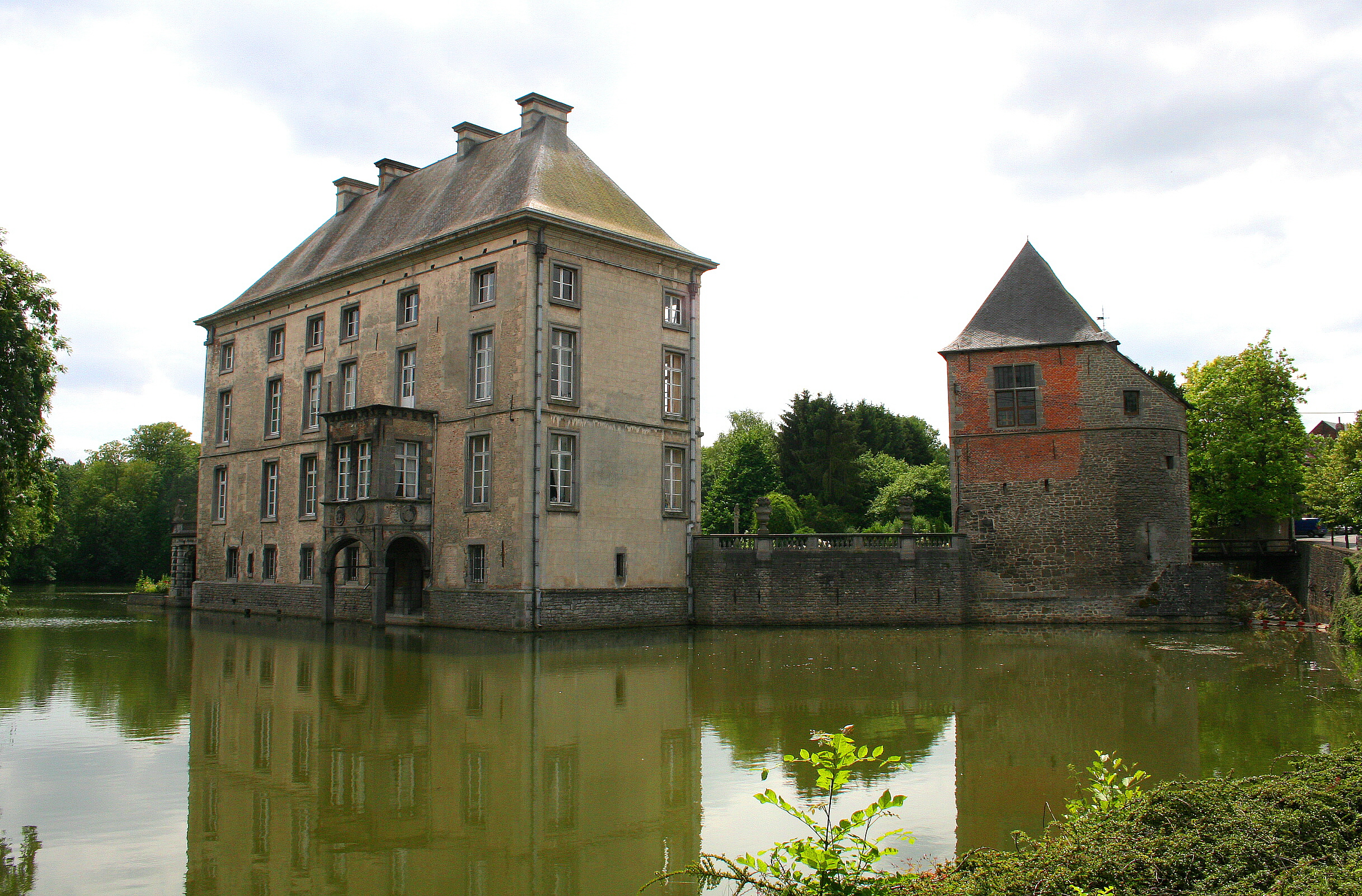
L'estany del Castell de Feluy

Alimenta l'estany del Castell de Feluy, i dos molins d'aigua: el molí banal o  Grand Moulin avall del castell i el Petit Moulin tot just abans de la desembocadura al Samme.